# Julio Valdeón Baruque
Julio Valdeón Baruque (Olmedo, Valladolid; 21 de julio de 1936-Valladolid, 21 de junio de 2009) fue un historiador español especializado en la época medieval.

## Biografía
Nació el 21 de julio de 1936 en Olmedo.Estudió en la Universidad de Valladolid, licenciándose en Historia en 1958, para, posteriormente, alcanzar el grado de doctor. Entre 1967 y 1971 fue profesor agregado de Historia Medieval de la Universidad Complutense de Madrid. Obtuvo la cátedra en dicha asignatura, ejerciendo como catedrático entre 1971 y 1973 en la Universidad de Sevilla. Desde 1973 fue catedrático de Historia Medieval de la Universidad de Valladolid. Entre 1981 y 1984 fue decano de la Facultad de Filosofía y Letras de dicha Universidad y después ejerció como director de su Departamento de Historia Medieval. Bajo su tutela se formó toda una generación de prestigiosos medievalistas, entre los que destacan: María Isabel del Val Valdivieso, Juan Carlos Martín Cea, Asunción Esteban Recio, Ángel Martínez Casado y Juan Antonio Bonachía Hernando.
Fue miembro fundador y presidente del grupo editorial Ámbito, así como miembro del consejo editorial del periódico El Mundo del siglo XXI y del consejo asesor de la revista Historia 16. 
En 1994 fue comisario de la exposición El testamento de Adán. En julio de 2002 fue nombrado director del Instituto de Historia de Simancas, actualmente lo dirige su alumna María Isabel del Val Valdivieso. El 16 de noviembre de 2001 fue elegido miembro de número de la Real Academia de la Historia, para ocupar la vacante dejada por Pedro Laín Entralgo, ingresando en la misma en junio de 2002.
Fue uno de los mayores y más prestigiosos especialistas de España en la historia bajomedieval de la Corona de Castilla.[cita requerida]
Padre del novelista Julio Valdeón Blanco.
Falleció el 21 de junio de 2009 en Valladolid.

## Premios y distinciones
En febrero de 2002 recibió el galardón del Premio Castilla y León de las Ciencias Sociales y las Humanidades en reconocimiento a la labor investigadora sobre el pasado medieval, y su permanente magisterio y generosa disposición. 
En 2004 recibe el Premio Nacional de Historia de España por la obra Alfonso X: la forja de la España moderna. (ISBN 84-8460-277-X) 

## Publicaciones
- (ISBN 84-95241-50-1) La dinastía de los Trastámara. Fundación Iberdrola. 2006.
- (ISBN 9788467022650) La Reconquista. El concepto de España: unidad y diversidad. Espasa Libros. 2006.
- (ISBN 84-8448-287-1) La muerte y el más allá: Edad Media n.º 6. Universidad de Valladolid. Secretariado de Publicaciones e Intercambio Editorial, 2004.
- (ISBN 84-8183-136-0) Las raíces medievales de Castilla y León. Ámbito Ediciones, S.A., 2004.
- (ISBN 84-207-3368-7) La Alta Edad Media. Grupo Anaya, S.A., 2003.
- (ISBN 84-9739-002-4) La España medieval. Actas, S.L., 2003.
- (ISBN 84-8460-277-X) Alfonso X: la forja de la España moderna. Ediciones Temas de Hoy, S.A., 2003.
- (ISBN 84-8448-214-6) El retorno de la biografía : Edad Media nº 5 Universidad de Valladolid. Secretariado de Publicaciones e Intercambio Editorial, 2002.
- (ISBN 84-8448-132-8) Contestación social y mundo campesino: edad media. Universidad de Valladolid. Secretariado de Publicaciones e Intercambio Editorial, 2002.
- (ISBN 84-8432-300-5) Historia de las Españas medievales. (Et. al.) Editorial Crítica, 2002.
- (ISBN 84-8450-996-6) Abderramán III y el Califato de Córdoba. Nuevas Ediciones de Bolsillo, 2002.
- (ISBN 84-03-09331-4) Pedro I, el Cruel y Enrique de Trastámara. Aguilar, S.A. de Ediciones-Grupo Santillana, 2002.
- (ISBN 84-8448-168-9) España y el "Sacro Imperio": procesos de cambios, influencias y acciones recíprocas en la época de la "europeización" (siglos XI-XIII) Universidad de Valladolid. Secretariado de Publicaciones e Intercambio Editorial, 2002.
- (ISBN 84-8460-129-3) Los Trastámaras. El triunfo de una dinastía bastarda. Ediciones Temas de Hoy, S.A., 2001.
- (ISBN 84-8306-437-5) Abderramán III y el Califato de Córdoba. Editorial Debate, 2001.
- (ISBN 84-8448-043-7) Judíos y conversos en la Castilla medieval. Universidad de Valladolid. Secretariado de Publicaciones e Intercambio Editorial, 2000.
- (ISBN 84-8165-643-7) El Camino de Santiago en coche. (Et. al.) Anaya-Touring Club, 1999.
- (ISBN 84-207-3814-X) La Baja Edad Media. Grupo Anaya, S.A., 1998.
- (ISBN 84-8165-554-6) El Camino de Santiago. (Et. al.) Anaya-Touring Club, 1998.
- (ISBN 84-8173-051-3) Enrique II. Diputación Provincial de Palencia, 1996.
- (ISBN 84-7679-288-3) La apertura de Castilla al Atlántico : de Alfonso X a los Reyes Católicos. Historia 16. Historia Viva, 1995. [Parte de obra completa: T.10]
- (ISBN 84-8183-007-0) Judíos, sefarditas, conversos: la expulsión de 1492 y sus consecuencias. (Et. al.) Ámbito Ediciones, S.A., 1995.
- (ISBN 84-86770-95-5) Historia de Castilla y León. Ámbito Ediciones, S.A., 1993.
- (ISBN 84-7679-220-4) El feudalismo. Historia 16. Historia Viva, 1992.
- (ISBN 84-7662-039-X) Edad Media. (Et. al.) Ediciones Universitarias Nájera, 1990.
- (ISBN 84-87119-05-0) Lugares de celebración de Cortes de Castilla y León. Castilla y León. Cortes, 1990.
- (ISBN 84-7525-482-9) La alta edad media. Ediciones Generales Anaya, S.A., 1988.
- (ISBN 84-7525-444-6) La baja edad media. Ediciones Generales Anaya, S.A., 1988.
- (ISBN 84-86770-14-9) En defensa de la historia. Ámbito Ediciones, S.A., 1988.
- (ISBN 84-7461-666-2) Plenitud del Medievo. (Et. al.) S.A. de Promoción y Ediciones, 1986. [Parte de obra completa: T.12]
- (ISBN 84-7461-667-0) Declive de la Edad Media. S.A. de Promoción y Ediciones, 1986. [Parte de obra completa: T.13]
- (ISBN 84-7662-013-6) Gran Historia Universal. 13. Declive de la Edad Media (Et. al.) Ediciones Universitarias Nájera, 1986.
- (ISBN 84-7662-011-X) La Gran Historia Universal. 11. Principios de la Edad Media (Et. al.) Ediciones Universitarias Nájera, 1986.
- (ISBN 84-7662-012-8) La Gran Historia Universal. 12. Plenitud del medievo (Et. al.) Ediciones Universitarias Nájera, 1986.
- (ISBN 84-505-3366-X) Alfonso X el Sabio. Castilla y León. Consejería de Educación y Cultura, 1986.
- (ISBN 84-323-0188-4) Conflictos sociales en el reino de Castilla en los siglos XIV y XV. Siglo XXI de España Editores, S.A., 1986.
- (ISBN 84-86047-65-X) Historia de Castilla y León. 5: Crisis y recuperación: s. XIV-XV. Ámbito Ediciones, S.A., 1986.
- (ISBN 84-86047-67-6) La época del auge. (ss. XIV-XVI). (Et. al.) Ámbito Ediciones, S.A., 1986.
- (ISBN 84-86047-44-7) Historia de Castilla y León. Ámbito Ediciones, S.A., 1985.
- (ISBN 84-86047-54-4) Crisis y recuperación (siglos XIV-XV). Ámbito Ediciones, S.A., 1985. [Parte de obra completa: T.5]
- (ISBN 84-86047-00-5) Aproximación histórica a Castilla y León. Ámbito Ediciones, S.A., 1985.
- (ISBN 84-85432-69-X) Historia general de la Baja Edad Media. Ediciones Universitarias Nájera, 1984.
- (ISBN 84-500-9692-8) Burgos en la Edad Media. (Et. al.) Castilla y León. Consejería de Educación y Cultura, 1983.
- (ISBN 84-7465-046-1) Iniciación a la historia de Castilla y León. (Et. al.) Nuestra Cultura Editorial, 1982.
- (ISBN 84-300-3064-6) Iniciación a la historia de Castilla-León. Colegio Oficial de Doctores y Licenciados en Filosofía y Letras y en Ciencias de Burgos, 1980.
- (ISBN 84-7105-007-2) Historia general de la Edad Media (Siglos XI al XV). Mayfe, S.A., 1971.
- (ISBN 84-00-02380-3) Los judíos de Castilla y la revolución Trastámara. Consejo Superior de Investigaciones Científicas, 1968.
- (ISBN 84-7113-056-4) El Reino de Castilla en la Edad Media. International Book Creation, 1968.
- (ISBN 84-335-9424-9) Feudalismo y consolidación de los pueblos hispánicos (siglos XI-XV). (Et. al.) Editorial Labor, S.A. [Parte de obra completa: T.4]
- (ISBN 84-239-8904-6) La Baja Edad Media peninsular, siglos XIII al XV. (Et. al.) Espasa-Calpe, S.A. [Parte de obra completa: T.12]